# Сасин, Юзеф
Юзеф Сасин (пол. Józef Sasin; 19 января 1934, деревня Выгода, Белостокское воеводство — 5 июня 2021) — польский генерал Службы безопасности МВД ПНР. Руководил экономическими подразделениями СБ, в 1981—1989 — начальник V департамента СБ МВД.

## Начальная биография
Родился в крестьянской семье Генрика и Мирии Сасиных из Люблинского воеводства. В 1953 поступил на службу в органы безопасности ПНР. В 1954–1956 служил в щецинских управлениях министерства общественной безопасности и Комитета общественной безопасности (КОБ), специализировался на промышленной контрразведке. С 1957 офицер-оперативник Щецинской воеводской комендатуры гражданской милиции. Состоял в правящей партии ПОРП.

## Карьерный рост
В 1970 переведён в центральный аппарат службы безопасности (СБ МВД). До 1972 служил в 6 отделе III департамента — оперативный контроль над экономическими объектами. В 1973–1974 прослушал спецкурс в Высшей школе КГБ СССР.
Юзеф Сасин занимал руководящие должности в нескольких подразделениях СБ МВД. В 1976–1979 возглавлял 7-й отдел III (политического) департамента МВД (в то время – по контролю транспорта и предприятий связи. С 1979 перешёл в департамент IIIA – оперативного экономического контроля. Был начальником 7-го отдела (по транспорту, предприятиям связи и банкам), с октября 1980 – заместитель начальника департамента Владислава Цястоня. С 1 декабря 1981, после назначения генерала Цястоня начальником СБ, Ю. Сасин в звании полковника возглавил департамент, переномерованный из IIIA в V.
После введения военного положения 13 декабря 1981 по поручению заместителя министра внутренних дел Богуслава Стахуры возглавил специальную группу контроля и противодействия подпольного профсоюза «Солидарность». Также занимался организацией лагерей для интернированных лиц.
24 августа 1989, при формировании правительства Тадеуша Мазовецкого, генерал бригады Сасин был назначен начальником нового департамента экономической безопасности МВД. Однако уже 4 мая 1990 отправлен в отставку.

## После отставки
После смены общественно-политической системы в Польше активно занялся бизнесом. Он считается человеком, «контролировавшим деньги СБ» и потому экономически чрезвычайно влиятельным. Представлял в Польше интересы Эдварда Мазура – американского предпринимателя польского происхождения с крайне авантюрной репутацией, бывшего агента контрразведки ПНР.
Сасин фигурировал в деле об убийстве коменданта полиции Марека Папалы в 1998 (считается, что он – последний, кто видел Папалу живым). В организации убийства обвинялся Эдвард Мазур. Преступление осталось нераскрытым.

## Суд и приговор
В 2012 был привлечён к судебной ответственности за жестокие условия содержания интернированных и других изолированных при военном положении. Было установлено, что более трёхсот активистов «Солидарности», формально призванных на военные учения, в 1982–1983 годах на полигоне близ Хелмно содержались на морозе и привлекались к принудительному труду согласно директивам СБ.
Суд счёл обвинения доказанными. 22 февраля 2018 года Ю. Сасин и В. Цястонь были приговорены к двум годам тюремного заключения. При этом Сасин выразил надежду, что ему не придётся реально находиться в тюрьме.
Умер 5 июня 2021 года и похоронен на Северном муниципальном кладбище в Варшаве..

## Семья
Сын Юэефа Сасина – Яцек Сасин – известный художник-график, карикатурист и издатель. Крёстным отцом Яцека Сасина является Эдвард Мазур.